# Rete tranviaria di Sofia
La rete tranviaria di Sofia è la struttura di trasporto pubblico principale di Sofia, capitale della Bulgaria. È entrata in funzione il 1º gennaio 1901. Alla data del 2006, il sistema di tram comprendeva circa 308 chilometri di binario unico a scartamento ridotto e normale. La maggior parte dei binari sono a scartamento ridotto (1.009 mm), mentre lo scartamento normale (1.435 mm) è usato sulle linee 20, 22 e 23 e rappresenta approssimativamente 40 km della lunghezza del sistema dei binari.. I treni per le linee 20, 22, 23 del tram di Sofia rimangono per la notte o si fermano per le riparazioni solo nel deposito di Iskar, perché sono atti solo alla circolazione su un binario con uno scartamento di 1435 mm.

## Storia
Il 1º dicembre 1898 la municipalità di Sofia affidò le concessioni per costruire la rete tranviaria ad alcune aziende francesi e belghe. I lavori di costruzione durarono poco più di un anno e la prima linea tranviaria fu inaugurata il 1º gennaio 1901. Inizialmente la rete era servita da 25 motrici e 10 rimorchi che coprivano sei linee, con una lunghezza totale di 23 km e uno scartamento di 1.000 mm.

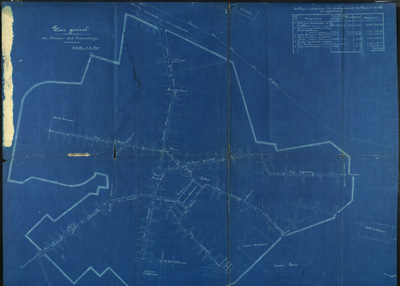
La rete tranviaria nel 1909

Nel periodo tra il 1901 e il 1931 un gran numero  di motrici e di rimorchi fu acquistato da diversi fabbricanti europei. Nel 1931 la Bulgaria iniziò a costruire le proprie carrozze sotto la supervisione dell'ingegner Teodosiy Kardalev, note appunto come carrozze di Kardalev. Nel 1936 furono prodotte le prime motrici bulgare sotto il marchio DTO (Дирекция на трамваите и осветлението - Direktsia na tramvaite i osvetlenieto: "Dipartimento per i tram e l'illuminazione", di proprietà della municipalità di Sofia). Inizialmente per la produzione furono usati i vecchi telai.
Nel 1934 fu costruito il primo grande deposito di tram nel quartiere di Krasno selo. Nel 1951 vi fu costruita una fabbrica per costruire modelli nuovi di vetture tranviarie. Questa officina tranviaria (nota come Трамваен завод - Tramvaen zavod: "Impianto per tram") fu denominata "Трамкар" (Tramkar: "vettura tranviaria") nel 1990 e la società rimase registrata con il nome Tramkar fino al 2008. In tutto il 1959 l'azienda produsse 155 motori DTO e Republika, che furono i primi tram di costruzione interamente bulgara. L'ultimo tram, il T8M-900, fu consegnato nel 1991 ed è ancora in uso. Da allora la fabbrica è stata utilizzata per riparare e ristrutturare vecchi tram.
La prima linea tranviaria a scartamento normale di Sofia fu aperta nel 1987. Fino a quel tempo tutte le linee erano nominalmente a scartamento metrico, ma in effetti erano costruite con un'ampiezza di 1.009 mm. Otto anni dopo, nel 1995, fu completata la seconda linea a scartamento normale. Nessun'altra linea tranviaria è stata costruita da allora, poiché Sofia ha concentrato i suoi sforzi sulla realizzazione della sua metropolitana.

## La mappa

Rete tranviaria di Sofia.
In blu le linee tranviarie a scartamento ridotto (1.009 mm) e in blu scuro quelle a scartamento normale ferroviario (1.435 mm). In verde scuro la sovrapposizione dei due scartamenti.